# Джубаленд

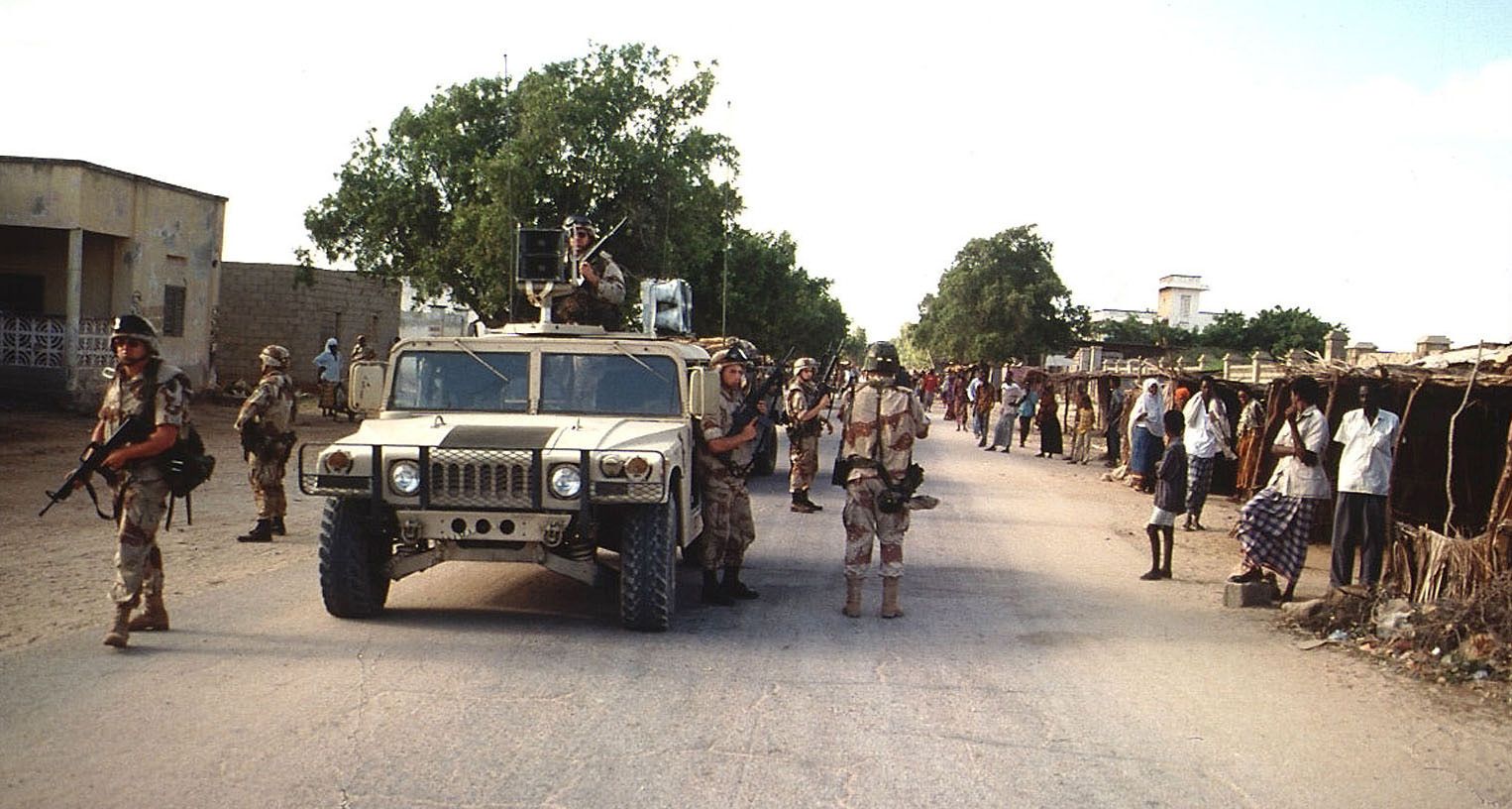
Солдаты США в Кисмайо, столице Джубаленда

Джубаленд (сомал. Jubbaland, араб. جوبالاند‎) или долина Джубы (сомал. Dooxada Jubba, итал. Oltre Giuba) — автономное образование на юго-западе Сомали, в регионе Джубаленд.

## География
Джубаленд расположен в долине реки Джубба. Занимает территорию бывших провинций Сомали Нижняя Джубба, Средняя Джубба и Гедо. На западе граничит с Кенией, на севере — с Эфиопией, на востоке — с непризнанным государством Юго-Западное Сомали (провинции Сомали Бакул, Бей и Нижняя Шабелле).
Территория Джубаленда примерно равна 87 тыс. км² (чуть больше Австрии). Столица — город-порт Кисмайо.

## Население
Джубаленд населён в основном сомалийцами, общая численность населения на 2005 год составляла 953 045 чел, в том числе:
- Провинция Гедо: 328 378 чел.
- Провинция Нижняя Джубба: 385 790 чел.
- Провинция Средняя Джубба: 238 877 чел.

## История
Впервые в современной истории отдельное правительство у Джубаленда существовало с 15 июля 1924 года по 1 июля 1926 года, в процессе перехода этих колониальных земель от распадавшейся Британской Империи к Италии.
С 1988 года в Сомали шла гражданская война. Страна находилась в состоянии распада на образования с различной степенью автономности. В конце 2000-х годов серьёзных успехов на юго-западе страны добилась исламистская вооружённая группировка «Харакат аш-Шабаб», образовавшаяся из Союза исламских судов, разгромленного в 2006 году армией Эфиопии.
В 2010 году в регионе Джубаленд было сформировано автономное правительство, союзное Переходному федеральному правительству Сомали и противостоящее Харакат аш-Шабабу, однако к концу 2010 года вся территория Джубаленда уже была под контролем Харакат аш-Шабаба, и вплоть до настоящего времени регион является ареной противостояния сил ПФП и Харакат аш-Шабаба.
3 апреля 2011 года, одновременно с наступлением ПФП и союзных ему сил на позиции Харакат аш-Шабаба (в ходе которого был отбит город Джубаленда Доблей, находящийся на границе с Кенией), в столице Кении было провозглашено претендовавшее на территорию Джубаленда виртуальное государство Азания, президентом которого был объявлен Мохамед Абди Мохамед Ганди, бывший министр обороны Сомали. Главной целью этого образования было заявлено отвоёвывание территории Джубаленда у сил Харакат аш-Шабаба.
С северной стороны Джубаленда наступление проводила группировка Ахлу-Сунна валь-Джамаа, которая 28 апреля 2011 заняла город Лук в провинции Гедо. 3 мая 2011 был занят город Гарбахаррей.
С осени 2011 года войска Кении при поддержке Эфиопии и США проводили на территории Джубаленда широкомасштабную военную Операцию Линда Нчи, вызванную похищением базировавшимися на территории Джубаленда боевиками Харакат аш-Шабаба людей с территории Кении. Силы Харакат аш-Шабаба вели против кенийских войск партизанскую войну. В результате, 29 сентября 2012 года кенийские войска штурмом взяли Кисмайо, который был главной базой Харакат аш-Шабаба на юге Сомали.
15 мая 2013 года президентом Джубаленда был избран Ахмед Мохамед Ислам Мадобе, являющийся главой влиятельной в регионе военной группировки Раскамбони.
В ноябре 2014 года, в ответ на очередную активизацию в регионе сил Харакат аш-Шабаба, в Кисмайо Ахмед Мохамед Ислам заключил с созданным в 2012 году Федеральным правительством Сомали (ФПС) соглашение о вхождении вооружённых сил Джубаленда в состав армии ФПС.